# 真下三郎
真下 三郎（ましも さぶろう、1907年1月15日 - 2007年3月7日）は、日本の国語学者、広島大学名誉教授。専攻は近世文学・国語学。女性語について研究した。

## 人物
京都府京都市出身。1933年、東京帝国大学国語国文学科卒。広島文理科大学助教授、広島大学教授。1971年、定年退官、名誉教授、甲南女子大学教授。
2007年3月7日、慢性腎不全のため死去。100歳没。

## 業績
真下は多彩な文献から多くの用例を収集し、そこから言語体系を抽出するよりも、個々の用例そのものを検討した。言語体系の抽出が現代言語学の要件だとすれば、一見すると真下は古いタイプの国語学者のように思えるが、そもそも真下が研究活動に従事していた当時は、ソシュールを批判した時枝誠記の言語過程説が強い影響力を持っていた時期でもあることから、真下が体系の抽出ではなく個々の用例に目を向けたのは、差異や体系に言語の本質を求めるソシュールへの批判が込められていたとされる。
例えば『婦人語の研究』では、女性語の音声、表記、位相などを論じるにあたって、綿密な資料調査が行われている。また『遊里語の研究』においても、評判記、浮世草子、歌謡、浄瑠璃、滑稽本、洒落本といった資料ごとに節を立て、それぞれの資料に現れる用例を検討している。さらに『書簡用語の研究』では、書簡の規範を記した多数の資料を辿り、書簡用語の変遷を明らかにしているが、その調査した資料は、書札礼、往来物、筆道書など60以上を数え、平安時代から江戸時代末期（幕末）までの幅広い時期をカバーしている。

## 人物
ゆったりとした京都アクセントで話し、どんな発表に対しても温かいコメントを出したが、常に凛とした雰囲気を漂わせていた。
真下は文部省図書局に勤務していた時期があり、そこで修身などの国定教科書を執筆していた。ある時、毛利元就の三本の矢の逸話を入れようとしたところ、「史実でない」ことを理由に実現できなかったという。
まだ学者がバラエティ番組に出演することが珍しかった頃、真下は女性語研究者として、「11PM」に出演している。
真下の退官記念パーティーの二次会では、作家の梶山季之が高級クラブのホステスをコンパニオンとして多数会場に派遣し、参加者たちを驚かせたという。

## 著書
- 『婦人語の研究』東亜出版社 1948 のち東京堂出版
- 『遊里語の研究』東京堂出版 1966
- 『女性語辞典』編 東京堂出版 1967
- 『改訂版 新編日本文学史』第一学習社、初版1969 饗庭孝男　共監修
- 『広島県の神楽』第一法規出版 1981
- 『広島県の盆踊』渓水社 1987
- 『広島県の獅子舞』渓水社 1989
- 『広島県の囃し田』渓水社 1991
- 『広島県の祭り』溪水社 1993
- 『国語表現法概説』修文館出版 2000

## 記念論集
- 『近世・近代のことばと文学 真下三郎先生退官記念論文集』第一学習社 1972